# Nicola Vacchelli
Nicola Vacchelli (Cremona, 17 marzo 1870 – Firenze, 19 novembre 1932) è stato un ufficiale, geografo e politico italiano.

## Biografia
Ha partecipato, quale capo del servizio cartografico, con il grado di colonnello, alla prima guerra mondiale. Nel 1919 è stato promosso brigadiere generale e nel 1928 generale di divisione.
Ha diretto l'Istituto Geografico Militare dal 1919, mentre dal 1928 sino alla morte è stato presidente della Società geografica italiana. Dal 1924 al 1928 ha presieduto l'Unione geografica internazionale. Nello stesso 1928 ha ricevuto una laurea honoris causa dall'Università di Cambridge.
Si è occupato di geodesia, presiedendo la Commissione Geodetica Italiana (dal 1920 fino alla sua morte), e con tale incarico sostenendo anche il lavoro astronomico di molte specole italiane, nonché di topografia, in particolare coloniale, partecipando ai rilievi e alle pubblicazioni delle mappe della Tripolitania, della Cirenaica e dell'isola di Rodi. Ha in seguito favorito le ricerche di aerofotogrammetria e le esplorazioni sempre in ambito coloniale. Ha anche scritto un ricordo di Roald Amundsen, all'indomani della sua scomparsa.
Fece parte della Massoneria.